# Lista över Nordkoreas premiärministrar
Detta är en lista över Nordkoreas premiärministrar, en befattning som formellt heter ordförande för ministerrådet.

## Premiärministrar
| Namn | Namn           | Ämbetsperiod                  | Politisk tillhörighet |
| ---- | -------------- | ----------------------------- | --------------------- |
|      | Kim Il Sung    | 1948–1972                     | Koreas arbetarparti   |
|      | Kim Il         | 1972–1976                     | Koreas arbetarparti   |
|      | Park Sung-chul | 1976–1977                     | Koreas arbetarparti   |
|      | Li Jong-ok     | 1977–1984                     | Koreas arbetarparti   |
|      | Kang Song-san  | 1984–1986                     | Koreas arbetarparti   |
|      | Yi Kun-mo      | 1986–1988                     | Koreas arbetarparti   |
|      | Yon Hyong-muk  | 1989–1992                     | Koreas arbetarparti   |
|      | Kang Song-san  | 1992–1997                     | Koreas arbetarparti   |
|      | Hong Song Nam  | 1997–2003                     | Koreas arbetarparti   |
|      | Pak Pong Ju    | 2003–2007                     | Koreas arbetarparti   |
|      | Kim Yong Il    | 11 april 2007–7 juni 2010     | Koreas arbetarparti   |
|      | Choe Yong-rim  | 7 juni 2010–1 april 2013      | Koreas arbetarparti   |
|      | Pak Pong Ju    | 1 april 2013–11 april 2019    | Koreas arbetarparti   |
|      | Kim Jae Ryong  | 11 april 2019–13 augusti 2020 | Koreas arbetarparti   |
|      | Kim Tok Hun    | 13 augusti 2020–              | Koreas arbetarparti   |